# Dragon Ball Z: Kakarot
Dragon Ball Z: Kakarot (ドラゴンボールZ カカロット, Doragon bōru zetto Kakarotto) est un jeu vidéo d'action-RPG édité par Bandai Namco Entertainment et développé par CyberConnect2, sorti le 17 janvier 2020 sur Windows, Xbox One et PlayStation 4, puis le 24 septembre 2021 sur Nintendo Switch. Il est sorti le 13 janvier 2023 sur PlayStation 5 et Xbox Series.
Après sa sortie, le jeu propose deux "season pass" composés de plusieurs contenus téléchargeables chacun.

## Histoire
Le jeu retrace les différents évènements du manga et de la série animée. Si au départ, le joueur incarne Son Goku (Kakarot est le nom donné par ses parents), d'autres personnages, comme Piccolo ou encore Son Gohan, sont également jouables au cours du jeu. Plus précisément, toutes les sagas de Dragon Ball Z, de la Saga Saiyans à la Saga Majin Buu, sont traitées dans les évènements de Dragon Ball Z: Kakarot.

## Système de jeu

### Généralités
Dragon Ball Z: Kakarot est un action-RPG. Les fonctionnalités in-game sont nombreuses. Le jeu a un gameplay de RPG classique : combats entre les différents personnages, entrainement, découverte des zones, pêche pour la récupération d’énergie, quêtes secondaires. Il y a aussi des mini-jeux comme du baseball ou du karting. Il y a aussi le mode de jeu « Dragon Ball Card Warriors », un jeu de cartes de stratégie en ligne, avec plusieurs modes de combats (avec ou sans rangs de niveau, ou tournois mensuels en équipe).

### Personnages
Dans le jeu, le joueur est amené à contrôler différents personnages en fonctions des quêtes et des différentes sagas parcourues, Les personnages jouables possédant chacun leur capacité et attributs personnels. La liste de personnages jouables contient :
- Son Goku, protagoniste principal ;
- Son Gohan (joué sous trois formes différentes en fonction des âges à savoir enfant, adolescent et adulte) ;
- Vegeta (jouable à partir de la saga "Sur Namek") ;
- Piccolo ;
- Trunks du futur (jouable sous sa forme adolescente et adulte) ;
- Gotenks (jouable lors d’une seule mission) ;
- Vegeto (jouable lui aussi lors d’une seule mission).

Aussi, le joueur est amené à utiliser d’autres personnages de plan secondaire en tant que « soutien », qui aideront le joueur à travers des niveaux, tels que Krilin, Yamcha, Chaozu, Ten Shin Han, Son Goten, Trunks, C-18.
Le jeu est aussi composé de nombreux ennemis emblématiques, parmi lesquels nous distinguons deux catégories, les boss et les sbires, trouvables partout dans le monde.
Dans la catégorie Boss, se trouvent Raditz, Nappa, Vegeta, Freezer (sous toutes ses formes), C-17, C-18, C-19, Cell (sous toutes ses formes), Boo (sous toutes ses formes).

## Réception et critiques
Dans l’ensemble, le jeu reçoit des critiques positives, et se classe parmi les jeux les plus vendus de 2020 en France,.
Sur Steam, le jeu obtient de la part des joueurs une évaluation globale « Très positive », avec 92% d’évaluations positives. La partie « Avis joueurs » de Jeuxvideo.com recense 295 avis pour une moyenne de 15,1/20.
L’agrégateur de score Metacritic lui appose quant à lui une moyenne de 73/100 pour les trois versions.
La presse spécialisée internationale s’accorde sur des notes entre 7/10 et 9/10. Destructoid, GameSpot et IGN accordent au jeu une note de 7/10,,, tandis que Game Informer et Famitsu lui accordent respectivement 8/10 et 34/40.
En France, l’accueil est plus mitigé. Jeuxvideo.com note le jeu 13/20, JeuxActu 12/20 et Gamekult 5/10, tous reprochant notamment au jeu son moteur daté (autant dans le visuel que l’ergonomie), son côté technique dépassé (temps de chargement nombreux et longs, caméra aléatoire), le système de quêtes annexes peu intéressant et obligeant à faire des allers-retours répétitifs, et une censure omniprésente. Seul Gameblog réhausse la note en France, accordant à Dragon Ball Z : Kakarot un 8/10 assorti d'un "Très bon", justifiant notamment la note par les nombreux clins d’œil du jeu et le respect de l’œuvre originale.

## Configuration PC
Si le jeu a pu être critiqué pour son côté visuel daté, il a cependant été acclamé pour être accessible sur de nombreux ordinateurs grâce à son optimisation. Les configurations recommandées sont les suivantes :
|                        | Configuration Minimale                                  | Configuration Recommandée                            |
| ---------------------- | ------------------------------------------------------- | ---------------------------------------------------- |
| Système d’exploitation | Windows 7 SP1 64-bit                                    | Windows 10 64-bit                                    |
| Processeur             | Intel Core i5-2400 / AMD Phenom II X6 1100T             | Intel Core i5-3470 / AMD Ryzen 3 1200                |
| Mémoire vive           | 4 Go                                                    | 8 Go                                                 |
| Carte Graphique        | GeForce GTX 750 Ti / AMD Radeon HD 7950 avec DirectX 11 | GeForce GTX 960 / AMD Radeon R9 280X avec DirectX 11 |
| Espace disque          | 36 Go                                                   | 40 Go                                                |

## Extensions
6 Extensions sont disponibles pour le jeu rajoutant de nouveau personnages à contrôler et de nouvelles zones à explorer :
| Extension                                       | Rajout |
| ----------------------------------------------- | --- |
| DLC 1 : Un nouveau pouvoir s'éveille (partie 1) | Histoire du film Battle of Gods. Accès à la planète du Dieu de la destruction. Beerus, le dieu de la destruction et Whis, son assistant, sont rajoutés en tant que Boss. La transformation en Super Saiyen Divin pour Son Goku et Vegeta est rajouté. |
| DLC 2 : Un nouveau pouvoir s'éveille (partie 2) | Histoire du film La résurrection de ‘F’. Nouvelle mécanique de combat (Battle Rush), où vous combattez 500 ennemis à la suite. Golden Freezer est rajouté en boss. La transformation en Super Saiyen Blue pour Son Goku et Vegeta est rajouté. |
| DLC 3 : Trunks, le guerrier de l'espoir         | Histoire du TV Spécial L'histoire de Trunks. L'histoire se déroule dans un futur alternatif (celle de Trunks où Goku meurt de sa crise cardiaque durant l'attaque des Cyborgs jusqu'à l'arc Majin Buu dans une aventure inédite). Vous pouvez contrôler Son Gohan du Futur et Trunks (Accès à la transformation Super Saiyen 2 pour ce dernier à la fin de l'arc Majin Buu). |
| DLC 4 : Bardock: Seul face au destin            | Histoire du TV Spécial Baddack contre Freezer. L'histoire se déroule 24 ans avant l'arrivée de Raditz sur Terre. Accès à la planète Vegeta. Freezer est rajouté en boss. Vous pouvez contrôler Bardock et Vegeta enfant (lors d'une mission inédite) |
| DLC 5 : 23e Tenkaichi Budokai                   | Histoire avant le début de Dragon Ball Z. L'histoire se déroule 5 ans avant l'arrivée de Raditz sur Terre. Nouvelle mécanique de combat lors d'un combat sur le ring. Le système de combat a été remanié pour cette extension. Vous pouvez incarner Son Goku (durant le combat contre Piccolo Daimao jusqu'au Tournoi) et Tenshinhan (lors d'une mission inédite).           |
| DLC 6 : 10 ans plus tard                        | Histoire de la fin du manga Dragon Ball et de l'anime Dragon Ball Z. L'histoire se déroule 10 ans après la bataille finale contre Majin Buu. Ajout d'un combat final entre Son Goku et Vegeta. |